# Hollywood Career Achievement Award
L'Hollywood Career Achievement Award è il premio alla carriera dato all'Hollywood Film Festival per onorare la carriera di attori e personaggi del mondo del cinema.

## Lista dei vincitori
- 1997: Kirk Douglas
- 1998: Shelley Winters
- 1999: Jack Lemmon
- 2000: Richard Dreyfuss
- 2001: non assegnato
- 2002: non assegnato
- 2003: non assegnato
- 2004: John Travolta
- 2005: Diane Keaton
- 2006: Robin Williams
- 2007: non assegnato
- 2008: Dustin Hoffman
- 2009: non assegnato
- 2010: Sylvester Stallone
- 2011: Glenn Close
- 2012: Richard Gere
- 2013: Harrison Ford
- 2014: Michael Keaton
- 2015: Robert De Niro[4]